# Lea Sirk
Lea Sirk (Koper, 1 september 1989) is een Sloveense zangeres.

## Biografie
Sirk startte haar muzikale carrière in 2006. Drie jaar later nam ze voor het eerst deel aan EMA, de Sloveense preselectie voor het Eurovisiesongfestival. Met het nummer Znamenje iz sanj eindigde ze als negende. Een jaar later werd ze tiende, in 2017 haalde ze de finale niet. In 2018 was het dan eindelijk raak. Met het nummer Hvala, ne! won ze de finale, waardoor ze Slovenië mocht vertegenwoordigen op het Eurovisiesongfestival 2018 in de Portugese hoofdstad Lissabon. Ze haalde de finale en werd daarin 22ste.
1993: 1X Band · 
1995: Darja Švajger · 
1996: Regina · 
1997: Tanja Ribič · 
1998: Vili Resnik · 
1999: Darja Švajger · 
2001: Nuša Derenda · 
2002: Sestre · 
2003: Karmen Stavec · 
2004: Platin · 
2005: Omar Naber · 
2006: Anžej Dežan · 
2007: Alenka Gotar · 
2008: Rebeka Dremelj · 
2009: Quartissimo feat. Martina · 
2010: Ansambel Žlindre & Kalamari · 
2011: Maja Keuc · 
2012: Eva Boto · 
2013: Hannah Mancini · 
2014: Tinkara Kovač · 
2015: Maraaya · 
2016: ManuElla · 
2017: Omar Naber · 
2018: Lea Sirk · 
2019: Zala Kralj & Gašper Šantl · 
2021: Ana Soklič · 
2022: LPS · 
2023: Joker Out · 
2024: Raiven · 
2025: Klemen
- International Standard Name Identifier: 0000 0004 7584 7388
- MusicBrainz: 3cc1318b-fdec-4320-b93c-94dee9a6c971
- Virtual International Authority File: 1143163706526929420231